# Castelgerundo
Castelerundo es una localidad y nueva comune italiana de la provincia de Lodi, región de Lombardía, con 1489 habitantes.

## Historia
La localidad resulta de la unión de Camairago con Cavacurta, tras un referéndum popular en octubre de 2017.
La localidad se estabelció oficialmente el 1 de enero de 2018, y la sede oficial (nuevo palacio municipal) se encuentra en el territorio de Camairago.